# Свальбард (аэропорт)
Аэропорт Сва́льбард, Ло́нгйир (норв. Svalbard lufthavn, Longyear) — основной аэропорт, обслуживающий полярный архипелаг Шпицберген, располагающийся в крупнейшем населённом пункте и административном центре норвежской провинции Сва́льбард — Ло́нгйир. Располагается у подножья горы Платобергет в 3-х километрах на северо-запад от Лонгйира и является самым северным в мире гражданским аэропортом. Владельцем и эксплуатантом аэропорта является норвежская компания-оператор Avinor. 
Пассажиропоток аэропорта за 2009 год составил 138 934 человек. Авиакомпания SAS совершает ежедневные регулярные рейсы в Осло и Тромсё, Lufttransport летает в Ню-Олесунн и Свеа на самолётах Dornier Do 228, компания «Арктикуголь» совершает ежедневные вертолётные рейсы на российскую территорию архипелага по маршруту Лонгйир — Баренцбург, в связи с чем аэропорт имеет статус международного. Несмотря на то, что Норвегия входит в Шенгенскую зону, паспортный контроль российских граждан в аэропорту Свальбард не осуществляется.

## Инфраструктура
Аэропорт Свальбард является крупнейшим сооружением на архипелаге. На территории аэропорта расположена парковка, есть пункт проката автомобилей и стоянка такси. Автобус предоставляется до и после прибытия рейса. Компания SAS производит полный комплекс наземного обслуживания.
Аэропорт располагает одной ВПП — 10/28 (2483×45 м) с асфальтовым покрытием, оборудованной КГС. РД в аэропорту отсутствуют. Под ВПП расположены два кульверта, для отвода талой воды с горы.

## Аварии и происшествия
- 10 октября 1986 года самолёт Cessna 180 Skywagon авиакомпании «Antarctax», совершавший рейс по маршруту Лонгйир — Ню-Олесунн, разбился сразу после взлёта из аэропорта. Все 6 человек, находившихся на борту погибли[9].
- 29 августа 1996 года самолёт Ту-154 авиакомпании «Внуковские авиалинии», совершавший рейс по маршруту Москва — Лонгйир, при заходе на посадку столкнулся с горой Опера на расстоянии 3,7 км от ВПП аэропорта. Все пассажиры и члены экипажа (141 человек) погибли. Эта катастрофа оказалась крупнейшей по числу жертв за всю историю Норвегии[10].

- Контрольная вышка аэропорта
- Вид на аэропорт с фьорда
- Стоянка аэропорта
- Высадка пассажиров Boeing 737-800 авиакомпании Scandinavian Airlines System
- Вид на аэропорт из космоса
- Посадка на самолёт
- Аэропорт ночью
- Терминал аэропорта